# Ônibus de piso baixo
Ônibus de piso baixo ou ônibus de entrada baixa são ônibus urbanos utilizados para o transporte de passageiros. A distância do solo e o piso do veículo é reduzida.

## Piso baixo
O ônibus possui piso baixo somente da dianteira até o eixo traseiro, abrangendo todas as portas do veículo, seja na direita, seja na esquerda. É uma característica frequente, que esses veículos tenham três eixos, sendo um dianteiro e dois traseiros.
Os ônibus de entrada baixa foram bem aceitos, já que o risco de acidentes é baixíssimo, e pelo fato do motor estar localizado na parte traseira do veículo, o que proporciona maior conforto para todos.

## Piso baixo central

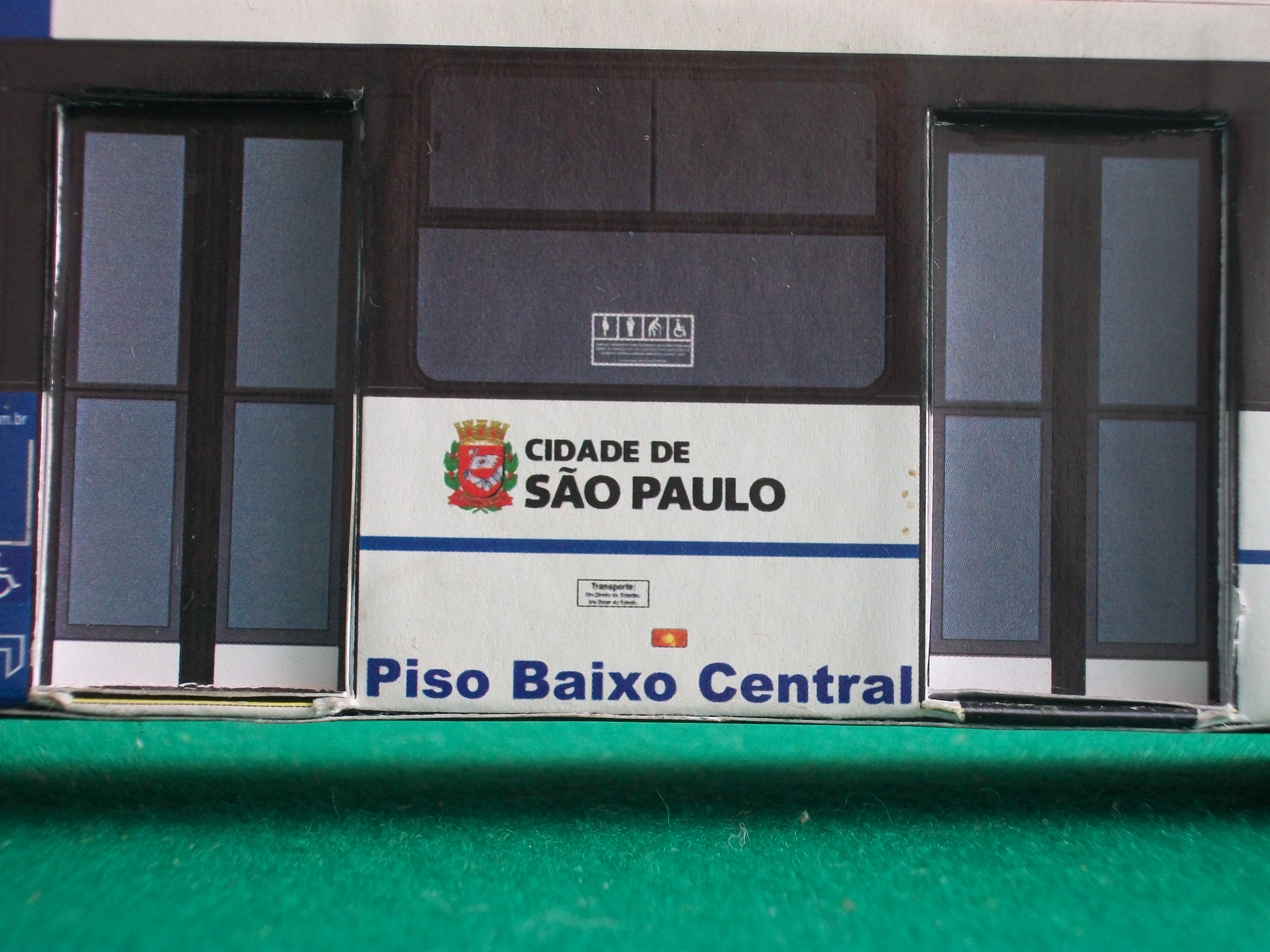
Descrição externa de um veículo onde o piso central é rebaixado

São ônibus de piso baixo central aqueles que possuem o piso baixo entre os eixos dianteiro e traseiro. As portas de corredor, bem como a de desembarque pela direita são no nível do piso baixo. Entretanto, a porta de embarque pela direita possui degraus, já que na dianteira do veículo o piso é alto. Isso apresenta certo risco, já que para se dirigir à catraca, ou seja, o lugar onde são feitas as cobranças de tarifa, é necessário passar por degraus, o que é arriscado, principalmente se o veículo estiver em movimento.
Em São Paulo, essas condições fizeram com que o ônibus fosse reprovado pela população e pela SPTrans. Entretanto, quando da época dessa reprovação, muitas empresas de transportes urbano na cidade já haviam efetuado a compra de muitos veículos piso baixo central, mas a SPTrans permitiu que fossem usados por dez anos a partir da data de compra, já que se não o fosse, as empresas teriam enormes prejuízos.

## Piso baixo articulado
O piso baixo articulado, segue os mesmos princípios que o Piso Baixo dianteiro, tendo piso baixo dos eixo dianteiro ao traseiro. A única diferença é que eles possuem uma articulação.
Há também outra diferença, pois o piso baixo articulado, tem a última porta da esquerda, em piso alto.

## Piso baixo total

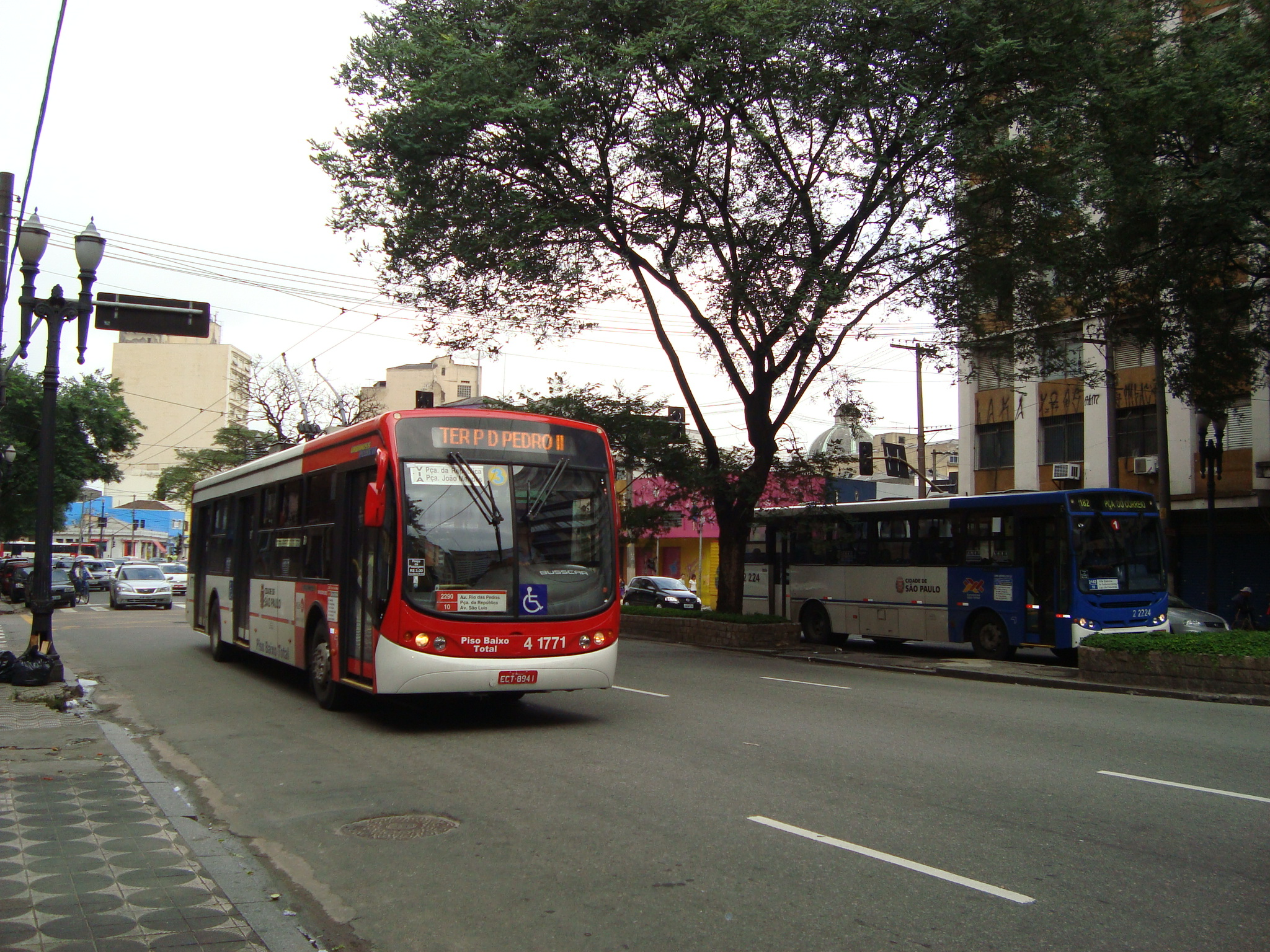
Ônibus de piso baixo total

O Ônibus piso baixo total tem o piso baixo em todo o comprimento interno do ônibus.
Apenas os ônibus híbridos, alguns trólebus e ônibus biarticulados do tipo piso baixo possuem esta característica. Os biarticulados utilizados em São Paulo possuem também quatro portas do lado esquerdo além de três portas do lado direito. Seu motor (Volvo) está localizado em pé (o chamado motor churrasqueira, já que parece com uma, ocupando toda a altura do interior do ônibus) atrás da primeira porta à esquerda, logo após a cabina de comando em que o motorista fica em posição central e sua outra característica bastante visível é o radiador no teto do veículo. Esses veículos são muito utilizados no Expresso Tiradentes, entre os terminais Sacomã e Mercado, revezando com os articulados piso baixo e também com os elétricos híbridos. Os ônibus utilizados no Expresso Tiradentes e que fazem a linha Terminal Mercado/Terminal Sacomã, todos os três modelos, são os únicos da SPtrans que não possuem catraca e nem cobrador, já que os passageiros só acessam a plataforma após pagar a passagem nas estações, sendo que a circulação nos ônibus é livre, podendo-se entrar e sair por qualquer porta do veículo. As outras linhas do Expresso Tiradentes (Term. Mercado/Vila Prudente e Term. Mercado/São Mateus) possuem cobrador, pois também trafegam fora da área fechada do Expresso Tiradentes, portanto os passageiros das plataformas só podem acessar os ônibus através das áreas pagas (após a catraca) para acesso ao veículo quando estes estiverem no corredor.

## Piso baixo elétrico híbrido
Outro modelo de piso baixo total é o piso baixo elétrico híbrido, fabricado pela Marcopolo. Este modelo como o nome já sugere é movido por motores elétrico e diesel. O motor diesel gera energia para que sejam carregadas baterias e um motor elétrico ponha o ônibus em movimento. Os motores ocupam toda a parte traseira do veículo, porém o piso baixo do ônibus é total.
O ônibus híbrido é bastante utilizado nas linhas do Expresso Metropolitano ABD e no Expresso Tiradentes, entre o Terminal Sacomâ e o Terminal Mercado, ambos na Grande São Paulo.

## Piso baixo biarticulado
Os modelos é mais usados são o Mondego LA e o Millennium BRT, da CAIO Induscar. Possuem duas articulações é podem ser montados no chassi B360S da Volvo.

## Utilização
Os veículos de piso baixo foram projetados para dar maior acessibilidade a pessoas com dificuldades ou necessidades especiais no acesso ao veículo.

## Modelos de ônibus de piso baixo no Brasil
- Busscar
  - Urbanuss LE
  - Urbanuss 2010 LF Articulado
  - Urbanuss Pluss LE
  - Urbanuss Pluss LF
  - Urbanuss Pluss 2009 LE
- CAIO Induscar
  - Apache VIP I Piso Baixo
  - Millennium I Piso Baixo
  - Millennium II Piso Baixo
  - Millennium II Piso Baixo Articulado
  - Millennium II Piso Baixo Central
  - Millennium II Piso Baixo Trucado
  - Millennium III Piso Baixo
  - Millennium III Piso Baixo Trucado
  - Millennium III Superarticulado
  - Millennium IV Piso Baixo
  - Millennium IV Piso Baixo Articulado
  - Millennium BRS
  - Millennium BRT Piso Baixo
  - Millennium BRT Piso Baixo Articulado
  - Millennium BRT Piso Baixo Biarticulado
  - Millennium BRT Piso Baixo Trucado
  - Millennium BRT Superarticulado
  - Millennium BRT II
  - Millennium BRT II Piso Baixo Articulado
  - Millennium BRT II Superarticulado
  - Mondego H
  - Mondego HA
  - Mondego L
  - Mondego LA
  - Topbus PB
- Comil
  - Svelto VI 2012 Piso Baixo
- Marcopolo
  - Torino GV Low Entry
  - Torino 1999 Low Entry
  - Torino 2007 Low Entry
  - Torino 2014 Low Entry
  - Viale Low Entry
  - Viale BRS
  - Gran Viale Low Entry
  - Gran Viale Híbrido
- Mascarello
  - Gran Via 2004 Low Entry
  - Gran Via 2011 Low Entry
  - Gran Via BRS Low Entry
  - Granmetro Low Entry
  - Granmetro Low Entry Articulado
- Neobus
  - Mega 2006 Piso Baixo
  - Mega BRS
- Volare
  - Volare Acess